# إقليم آسفي
إقليم آسفي هو أحد الأقاليم المغربية. ينتمي إلى جهة مراكش آسفي ويوجد على الساحل الأطلسي للبلاد جنوبي الدار البيضاء.
هذا الإقليم يتواجد بين الدار البيضاء وأكادير، ويأوي 881.007 ساكنا (2004).
| تطور النمو الديموغرافي إقليم آسفي بين 1960 و 2004 |         |         |         |         |
| 1960                                              | 1971    | 1982    | 1994    | 2004    |
| 410.231                                           | 517.772 | 679.123 | 822.564 | 881.007 |

## المناطق الكبرى للإقليم
| Safi      | آسفي- align="right"691.983 | El Ghiate | الغيات | 25.502 |
| Ayir      | ايير                       | 24.176    |        |        |
| Harara    | حد حرارة                   | 23.711    |        |        |
| Bouguedra | بوكدرة                     | 21.700    |        |        |
| Nagga     | خميس نكا                   | 20.797    |        |        |

## التقسيم الإداري
يضم إقليم آسفي 5 جماعات حضرية و29 جماعة قروية:

### الحواضر
- مدينة كزولة (بلدية)
- جمعة سحيم (بلدية)
- آسفي (بلدية)
- الشماعية (بلدية)
- اليوسفية (المغرب) (بلدية)

### التجمعات القروية
| - اطياميم - اتوابت - ايير (العكارطة) - بوكدرة - شهدة - دار سي عيسى - البدوزة - الڭنطور - الغيات - الڭرعاني - اسبيعات | - حد حرارة - إيغود - اجدور - اجنان بويه - خط أزكان - لعمامرة - لبخاتي - لحدار - لخوالقة - لمعاشات | - لمراسلة - لمصابح - مول البرڭي - نڭا - أولاد سلمان - راس العين - اصعادلا - سيدي عيسى - سيدي شيكر - سيدي تيجي |

دوار الدحامنة سبت جزولة

## وصلات خارجية
- (بالفرنسية) إحصائيات إقليم آسفي على موقع World Gazetter
- بوابة إقليم أسفي

1. 1 2  المملكة المغربية، المندوبية السامية للتخطيط. "الإحصاء العام للسكان والسكنى 2004". ص. 54–55. مؤرشف من الأصل (pdf) في 2015-05-01. اطلع عليه بتاريخ 2012-04-20.
2. ↑  رموز التقسيمات المغربية حسب HASC at statoids.com
3. ↑  السكان حسب إحصاء 2004